# Lista de parlamentares do Pará
Relacionamos a seguir a composição da bancada do Pará no Congresso Nacional após o fim do Estado Novo em 1945 conforme ditam os arquivos do Senado Federal, Câmara dos Deputados e do Tribunal Superior Eleitoral, com a ressalva que mandatos exercidos via suplência serão citados apenas mediante morte, impedimento ou renúncia dos titulares ou nas hipóteses previstas no Art. 56 – I da Constituição.

## Organização das listas
Na confecção das tabelas a seguir foi observada a grafia do nome parlamentar adotado por cada um dos representantes do estado no Congresso Nacional, e quanto à ordem dos parlamentares foi observado o critério do número de mandatos e caso estes coincidam será observado o primeiro ano em que cada parlamentar foi eleito e, havendo nova coincidência, usa-se a ordem alfabética.

## Relação dos senadores eleitos
| Senadores eleitos   | Naturalidade       | Mandatos | Ano da eleição   | Notas                 | Referências             |
| ------------------- | ------------------ | -------- | ---------------- | --------------------- | ----------------------- |
| Jarbas Passarinho   | Xapuri, AC         | 03       | 1966, 1974, 1986 | [ nota 2 ]            | [ 5 ]                   |
| Jader Barbalho      | Belém, PA          | 03       | 1994, 2010, 2018 | [ nota 3 ] [ nota 4 ] | [ 6 ] [ 7 ] [ 8 ] [ 9 ] |
| Álvaro Adolfo       | São Benedito, CE   | 02       | 1945, 1954       |                       |                         |
| Magalhães Barata    | Belém, PA          | 02       | 1945, 1954       |                       |                         |
| Lobão da Silveira   | Bragança, PA       | 02       | 1959, 1962       | [ nota 5 ]            |                         |
| Cattete Pinheiro    | Monte Alegre, PA   | 02       | 1962, 1970       |                       |                         |
| Augusto Meira       | Ceará-Mirim, RN    | 01       | 1947             |                       |                         |
| Prisco dos Santos   | Belém, PA          | 01       | 1950             |                       |                         |
| Lameira Bittencourt | Lisboa, POR        | 01       | 1957             | [ nota 6 ]            |                         |
| Zacarias Assunção   | Rio de Janeiro, RJ | 01       | 1958             |                       |                         |
| Renato Franco       | Belém, PA          | 01       | 1970             |                       |                         |
| Aloysio Chaves      | Belém, PA          | 01       | 1978             |                       |                         |
| Gabriel Hermes      | Castanhal, PA      | 01       | 1978             | [ nota 7 ]            |                         |
| Hélio Gueiros       | Fortaleza, CE      | 01       | 1982             | [ nota 8 ]            | [ 10 ]                  |
| Almir Gabriel       | Belém, PA          | 01       | 1986             | [ nota 9 ]            | [ 11 ]                  |
| Coutinho Jorge      | Belém, PA          | 01       | 1990             | [ nota 10 ]           | [ 12 ]                  |
| Ademir Andrade      | Milagres, BA       | 01       | 1994             |                       |                         |
| Luiz Otávio Campos  | Belém, PA          | 01       | 1998             |                       |                         |
| Ana Júlia Carepa    | Belém, PA          | 01       | 2002             | [ nota 11 ]           | [ 13 ] [ 14 ]           |
| Duciomar Costa      | Tracuateua, PA     | 01       | 2002             | [ nota 12 ]           | [ 15 ] [ 16 ]           |
| Mário Couto         | Salvaterra, PA     | 01       | 2006             |                       |                         |
| Flexa Ribeiro       | Belém, PA          | 01       | 2010             |                       | [ 17 ] [ 18 ]           |
| Paulo Rocha         | Curuçá, PA         | 01       | 2014             |                       | [ 19 ]                  |
| Zequinha Marinho    | Araguacema, TO     | 01       | 2018             |                       | [ 9 ]                   |
| Beto Faro           | Bujaru, PA         | 01       | 2022             |                       | [ 20 ] [ 21 ]           |
| Fontes:             |                    |          |                  |                       |                         |

## Relação dos deputados federais eleitos
| Deputados federais eleitos | Naturalidade                 | Mandatos | Ano da eleição                           | Notas                   | Referências          |
| -------------------------- | ---------------------------- | -------- | ---------------------------------------- | ----------------------- | -------------------- |
| João Menezes               | Belém, PA                    | 07       | 1954, 1958, 1962, 1966, 1970, 1974, 1978 |                         | [ 22 ]               |
| Elcione Barbalho           | Belém, PA                    | 07       | 1994, 1998, 2006, 2010, 2014, 2018, 2022 |                         |                      |
| José Priante               | Belém, PA                    | 07       | 1994, 1998, 2002, 2010, 2014, 2018, 2022 |                         |                      |
| Gerson Peres               | Cametá, PA                   | 06       | 1982, 1986, 1990, 1994, 1998, 2006       |                         | [ 23 ]               |
| Nilson Pinto               | Belém, PA                    | 06       | 1998, 2002, 2006, 2010, 2014, 2018       |                         |                      |
| Armando Corrêa             | Belém, PA                    | 05       | 1950, 1954, 1958, 1962, 1966             |                         |                      |
| Gabriel Hermes             | Castanhal, PA                | 05       | 1958, 1962, 1966, 1970, 1974             |                         |                      |
| Giovanni Queiroz           | Campina Verde, MG            | 05       | 1990, 1994, 1998, 2006, 2010             |                         |                      |
| Paulo Rocha                | Curuçá, PA                   | 05       | 1990, 1994, 1998, 2002, 2006             | [ nota 13 ]             | [ 7 ]                |
| Deodoro Mendonça           | Cametá, PA                   | 04       | 1945, 1950, 1954, 1958                   |                         |                      |
| Jader Barbalho             | Belém, PA                    | 04       | 1974, 1978, 2002, 2006                   | [ nota 14 ]             | [ 24 ]               |
| Jorge Arbage               | Belém, PA                    | 04       | 1974, 1978, 1982, 1986                   |                         |                      |
| Manuel Ribeiro             | Belém, PA                    | 04       | 1978, 1982, 1986, 1990                   |                         |                      |
| Asdrubal Bentes            | Humaitá, AM                  | 04       | 1986, 2002, 2006, 2010                   | [ nota 15 ]             | [ 25 ]               |
| Nicias Ribeiro             | Belém, PA                    | 04       | 1990, 1994, 1998, 2002                   |                         | [ 26 ]               |
| Raimundo Santos            | Santarém, PA                 | 04       | 1994, 1998, 2002, 2022                   |                         |                      |
| Vic Pires Franco           | Belém, PA                    | 04       | 1994, 1998, 2002, 2006                   |                         |                      |
| Josué Bengtson             | Getulina, SP                 | 04       | 1998, 2002, 2010, 2014                   |                         |                      |
| Zenaldo Coutinho           | Belém, PA                    | 04       | 1998, 2002, 2006, 2010                   | [ nota 16 ]             | [ 27 ] [ 28 ] [ 29 ] |
| Wladimir Costa             | Belém, PA                    | 04       | 2002, 2006, 2010, 2014                   |                         |                      |
| Zé Geraldo                 | São Gabriel da Palha, ES     | 04       | 2002, 2006, 2010, 2014                   |                         |                      |
| Beto Faro                  | Bujaru, PA                   | 04       | 2006, 2010, 2014, 2018                   |                         |                      |
| Epílogo de Campos          | Rio Branco, AC               | 03       | 1945, 1950, 1958                         |                         |                      |
| Lameira Bittencourt        | Lisboa, POR                  | 03       | 1945, 1950, 1954                         | [ nota 17 ]             |                      |
| Nelson Parijós             | Cametá, PA                   | 03       | 1945, 1950, 1954                         |                         |                      |
| Armando Carneiro           | Tocantinópolis, TO           | 03       | 1958, 1962, 1966                         |                         |                      |
| Juvêncio Dias              | Belém, PA                    | 03       | 1966, 1970, 1974                         |                         |                      |
| Osvaldo Melo               | Belém, PA                    | 03       | 1978, 1982, 1990                         |                         |                      |
| Domingos Juvenil           | Vigia, PA                    | 03       | 1982, 1986, 1990                         |                         |                      |
| Anivaldo Vale              | Ipanema, MG                  | 03       | 1994, 1998, 2002                         |                         |                      |
| Zequinha Marinho           | Araguacema, TO               | 03       | 2002, 2006, 2010                         | [ nota 18 ]             |                      |
| Lúcio Vale                 | Manhuaçu, MG                 | 03       | 2006, 2010, 2014                         | [ nota 19 ]             |                      |
| Éder Mauro                 | Belém, PA                    | 03       | 2014, 2018, 2022                         |                         |                      |
| Joaquim Passarinho         | Belém, PA                    | 03       | 2014, 2018, 2022                         |                         |                      |
| Virgínio Santa Rosa        | Belém, PA                    | 02       | 1950, 1954                               |                         |                      |
| Clóvis Ferro Costa         | Passagem Franca, MA          | 02       | 1958, 1962                               | [ nota 20 ] [ nota 21 ] | [ 30 ]               |
| Sílvio Braga               | Belém, PA                    | 02       | 1958, 1962                               | [ nota 21 ]             | [ 30 ]               |
| Stélio Maroja              | Bragança, PA                 | 02       | 1962, 1970                               | [ nota 22 ]             |                      |
| Edson Bona                 | Belém, PA                    | 02       | 1970, 1974                               |                         |                      |
| Júlio Viveiros             | São Luís, MA                 | 02       | 1970, 1974                               |                         |                      |
| Alacid Nunes               | Belém, PA                    | 02       | 1974, 1990                               |                         | [ 31 ]               |
| Ubaldo Corrêa              | Santarém, PA                 | 02       | 1974, 1994                               | [ nota 23 ]             |                      |
| Antônio Amaral             | Belém, PA                    | 02       | 1978, 1982                               |                         |                      |
| Brabo de Carvalho          | Muaná, PA                    | 02       | 1978, 1982                               |                         |                      |
| Lúcia Viveiros             | Belém, PA                    | 02       | 1978, 1982                               |                         |                      |
| Ademir Andrade             | Milagres, BA                 | 02       | 1982, 1986                               |                         |                      |
| Carlos Vinagre             | Belém, PA                    | 02       | 1982, 1986                               |                         |                      |
| Dionísio Hage              | Santarém, PA                 | 02       | 1982, 1986                               |                         |                      |
| Hilário Coimbra            | Belém, PA                    | 02       | 1990, 1994                               |                         |                      |
| Paulo Titan                | Belém, PA                    | 02       | 1990, 1994                               | [ nota 24 ]             |                      |
| Socorro Gomes              | Cristalândia, TO             | 02       | 1990, 1994                               |                         |                      |
| Valdir Ganzer              | Iraí, RS                     | 02       | 1990, 1998                               |                         |                      |
| João Batista Babá          | Faro, PA                     | 02       | 1998, 2002                               |                         |                      |
| Lira Maia                  | Santarém, PA                 | 02       | 2006, 2010                               |                         |                      |
| Wandenkolk Gonçalves       | Itupiranga, PA               | 02       | 2006, 2010                               |                         |                      |
| Arnaldo Jordy              | Belém, PA                    | 02       | 2010, 2014                               |                         |                      |
| Edmilson Rodrigues         | Belém, PA                    | 02       | 2014, 2018                               | [ nota 25 ]             | [ 32 ] [ 33 ]        |
| Hélio Leite                | Castanhal, PA                | 02       | 2014, 2018                               |                         |                      |
| Airton Faleiro             | Tenente Portela, RS          | 02       | 2018, 2022                               |                         |                      |
| Celso Sabino               | Belém, PA                    | 02       | 2018, 2022                               |                         |                      |
| Júnior Ferrari             | Oriximiná, PA                | 02       | 2018, 2022                               |                         |                      |
| Olival Marques             | Belém, PA                    | 02       | 2018, 2022                               |                         |                      |
| Agostinho Monteiro         | Chaves, PA                   | 01       | 1945                                     |                         |                      |
| Carlos Nogueira            | Belém, PA                    | 01       | 1945                                     |                         |                      |
| Duarte de Oliveira         | Salvador, BA                 | 01       | 1945                                     |                         |                      |
| João Botelho               | Belém, PA                    | 01       | 1945                                     |                         |                      |
| Moura Carvalho             | Belém, PA                    | 01       | 1945                                     | [ nota 26 ]             |                      |
| Augusto Meira              | Ceará-Mirim, RN              | 01       | 1950                                     |                         |                      |
| Osvaldo Orico              | Belém, PA                    | 01       | 1950                                     | [ nota 27 ]             |                      |
| Paulo Maranhão             | Belém, PA                    | 01       | 1950                                     |                         |                      |
| Lopo de Castro             | Belém, PA                    | 01       | 1954                                     | [ nota 28 ]             |                      |
| Paulo Bentes               | Manaus, AM                   | 01       | 1954                                     | [ nota 29 ]             |                      |
| Teixeira Gueiros           | São Bento do Norte, RN       | 01       | 1954                                     | [ nota 29 ]             |                      |
| Océlio de Medeiros         | Xapuri, AC                   | 01       | 1958                                     |                         | [ 34 ]               |
| Américo Silva              | Belém, PA                    | 01       | 1962                                     | [ nota 30 ]             | [ 35 ]               |
| Burlamaqui de Miranda      | Altamira, PA                 | 01       | 1962                                     |                         |                      |
| Waldemar Guimarães         | Salvador, BA                 | 01       | 1962                                     |                         |                      |
| Gilberto Azevedo           | Belém, PA                    | 01       | 1966                                     | [ nota 31 ]             | [ 36 ]               |
| Haroldo Veloso             | Rio de Janeiro, RJ           | 01       | 1966                                     | [ nota 32 ]             |                      |
| Hélio Gueiros              | Fortaleza, CE                | 01       | 1966                                     | [ nota 33 ]             | [ 37 ]               |
| Martins Júnior             | Belém, PA                    | 01       | 1966                                     |                         |                      |
| Montenegro Duarte          | Belém, PA                    | 01       | 1966                                     | [ nota 34 ]             | [ 38 ]               |
| Américo Brasil             | Belém, PA                    | 01       | 1970                                     |                         |                      |
| Pedro Carneiro             | Caxias, MA                   | 01       | 1970                                     | [ nota 35 ]             |                      |
| Newton Barreira            | Belém, PA                    | 01       | 1974                                     |                         |                      |
| Nélio Lobato               | Belém, PA                    | 01       | 1978                                     |                         |                      |
| Sebastião Andrade          | Belém, PA                    | 01       | 1978                                     |                         |                      |
| Coutinho Jorge             | Belém, PA                    | 01       | 1982                                     | [ nota 36 ]             | [ 12 ]               |
| Ronaldo Campos             | Santarém, PA                 | 01       | 1982                                     | [ nota 36 ]             | [ 39 ]               |
| Sebastião Curió            | São Sebastião do Paraíso, MG | 01       | 1982                                     |                         | [ 40 ]               |
| Vicente Queiroz            | Mocajuba, PA                 | 01       | 1982                                     |                         |                      |
| Aloysio Chaves             | Belém, PA                    | 01       | 1986                                     |                         |                      |
| Amilcar Moreira            | Cametá, PA                   | 01       | 1986                                     |                         |                      |
| Arnaldo Moraes             | Alenquer, PA                 | 01       | 1986                                     |                         |                      |
| Benedito Monteiro          | Alenquer, PA                 | 01       | 1986                                     |                         |                      |
| Eliel Rodrigues            | Belém, PA                    | 01       | 1986                                     |                         |                      |
| Fausto Fernandes           | Caculé, BA                   | 01       | 1986                                     |                         |                      |
| Fernando Velasco           | Belém, PA                    | 01       | 1986                                     |                         |                      |
| Gabriel Guerreiro          | Oriximiná, PA                | 01       | 1986                                     |                         | [ 41 ]               |
| Paulo Roberto              | Santarém, PA                 | 01       | 1986                                     |                         | [ 42 ]               |
| Carlos Kayath              | Belém, PA                    | 01       | 1990                                     |                         |                      |
| Hermínio Calvinho          | Belém, PA                    | 01       | 1990                                     |                         |                      |
| José Diogo                 | Belém, PA                    | 01       | 1990                                     |                         |                      |
| Mário Chermont             | Rio de Janeiro, RJ           | 01       | 1990                                     |                         | [ 43 ]               |
| Mário Martins              | Belém, PA                    | 01       | 1990                                     |                         |                      |
| Ana Júlia Carepa           | Belém, PA                    | 01       | 1994                                     | [ nota 37 ]             |                      |
| Antônio Brasil             | Belém, PA                    | 01       | 1994                                     |                         |                      |
| Benedito Guimarães         | Santarém, PA                 | 01       | 1994                                     |                         |                      |
| Olávio Rocha               | Barra da Estiva, BA          | 01       | 1994                                     |                         |                      |
| Deusdeth Pantoja           | Igarapé-Miri, PA             | 01       | 1998                                     |                         |                      |
| Jorge Costa                | Capanema, PA                 | 01       | 1998                                     |                         |                      |
| Renildo Leal               | Prado, BA                    | 01       | 1998                                     |                         |                      |
| Ann Pontes                 | Belém, PA                    | 01       | 2002                                     |                         |                      |
| José Lima da Silva         | Mirador, MA                  | 01       | 2002                                     |                         |                      |
| Bel Mesquita               | Jundiaí, SP                  | 01       | 2006                                     |                         |                      |
| Cláudio Puty               | Belém, PA                    | 01       | 2010                                     |                         |                      |
| Miriquinho Batista         | Abaetetuba, PA               | 01       | 2010                                     |                         |                      |
| Beto Salame                | Marabá, PA                   | 01       | 2014                                     |                         |                      |
| Francisco Chapadinha       | Batalha, PI                  | 01       | 2014                                     |                         |                      |
| Júlia Marinho              | Itapirapuã, GO               | 01       | 2014                                     |                         |                      |
| Simone Morgado             | Belém, PA                    | 01       | 2014                                     |                         |                      |
| Cássio Andrade             | Salvador, BA                 | 01       | 2018                                     |                         |                      |
| Cristiano Vale             | Manhuaçu, MG                 | 01       | 2018                                     |                         |                      |
| Eduardo Costa              | Belém, PA                    | 01       | 2018                                     |                         |                      |
| Paulo Bengtson             | Vitória da Conquista, BA     | 01       | 2018                                     |                         |                      |
| Vavá Martins               | Pelotas, RS                  | 01       | 2018                                     |                         |                      |
| Alessandra Haber           | Belém, PA                    | 01       | 2022                                     |                         |                      |
| Andreia Siqueira           | Tucuruí, PA                  | 01       | 2022                                     |                         |                      |
| Antônio Doido              | Dom Macedo Costa, BA         | 01       | 2022                                     |                         |                      |
| Delegado Caveira           | Rio Verde, GO                | 01       | 2022                                     |                         |                      |
| Dilvanda Faro              | Bujaru, PA                   | 01       | 2022                                     |                         |                      |
| Henderson Pinto            | Santarém, PA                 | 01       | 2022                                     |                         |                      |
| Keniston Braga             | Abaetetuba, PA               | 01       | 2022                                     |                         |                      |
| Renilce Nicodemos          | Marapanim, PA                | 01       | 2022                                     |                         |                      |
| Fontes:                    |                              |          |                                          |                         |                      |

## Mandatos nas duas casas
Foram eleitos para mandatos alternados de senador e deputado federal pelo Pará os seguintes políticos: Ademir Andrade, Aloysio Chaves, Ana Júlia Carepa, Augusto Meira, Coutinho Jorge, Gabriel Hermes, Hélio Gueiros, Jader Barbalho, Lameira Bittencourt, Paulo Rocha, Zequinha Marinho.

## Origem dos parlamentares do estado
| Origem  | Senadores | Percentual |
| ------- | --------- | ---------- |
| PA      | 17        | 68%        |
| CE      | 02        | 8%         |
| AC      | 01        | 4%         |
| BA      | 01        | 4%         |
| RJ      | 01        | 4%         |
| RN      | 01        | 4%         |
| TO      | 01        | 4%         |
| POR     | 01        | 4%         |
| Total   | 25        | 100%       |
| Fontes: |           |            |

| Origem  | Deputados | Percentual |
| ------- | --------- | ---------- |
| PA      | 94        | 70,15%     |
| BA      | 09        | 6,72%      |
| MG      | 05        | 3,73%      |
| MA      | 04        | 2,98%      |
| RS      | 03        | 2,24%      |
| TO      | 03        | 2,24%      |
| AC      | 02        | 1,49%      |
| AM      | 02        | 1,49%      |
| GO      | 02        | 1,49%      |
| RJ      | 02        | 1,49%      |
| RN      | 02        | 1,49%      |
| SP      | 02        | 1,49%      |
| CE      | 01        | 0,75%      |
| ES      | 01        | 0,75%      |
| PI      | 01        | 0,75%      |
| POR     | 01        | 0,75%      |
| Total   | 134       | 100%       |
| Fontes: |           |            |